# گسل بشاگرد
گسل بشاگرد طولانی‌ترین گسل در میان دسته‌ای گسل طولی با راستای تقریبی شرقی – غربی در جنوب فروافتادگی جازموریان است که نام آن از کوه‌های بشاگرد گرفته شده‌است. این گسل از کهنوج (شمال‌غربی بندرعباس) آغاز شده و تا نزدیکی مرز پاکستان ادامه دارد. این احتمال وجود دارد که گسل بشاگرد، ادامه راندگی اصلی زاگرس باشد.
گسل طولی بشاگرد همانند دیگر گسل‌های هم‌زاد و هم‌روند (گسل‌های فنوج، جنوب جازموریان و…)، در زمان شکل‌گیری پهنه ساختاری – رسوبی مکران در دوران میانه‌زیستی به وجود آمده و ابتدا از نوع گسل عادی بوده ولی پس از آغاز فرورانش پوسته اقیانوسی عمان، به راندگی رو به شمال تبدیل شده‌است.